# Prins Carl af Sverige
Prins Carl af Sverige, Hertug af Västergötland (Oscar Carl Wilhelm; 27. februar 1861 – 24. oktober 1951) var prins af Sverige og Norge (til 1905) samt hertug af Västergötland. Han var søn af Kong Oscar 2. af Sverige og Sophie af Nassau.

## Tidlige liv
Prins Carl blev født den 27. februar 1861 i sine forældres residens Arvfurstens palats ved Gustaf Adolfs torg i det centrale Stockholm. Han var nevø til Sverige-Norges daværende konge Karl 15., og den tredje søn af den sønneløse konges lillebror og tronfølger Prins Oscar og hans hustru Prinsesse Sophie, der var født prinsesse af Nassau. Den 18. september 1872 døde Kong Karl 15., og Prins Carls far besteg de svensk-norske troner som Kong Oscar 2.

## Ægteskab og børn
Prins Carl blev viet til Prinsesse Ingeborg af Danmark 27. august 1897 i Christiansborg Slotskirke i København. De fik fire børn:
- Prinsesse Margaretha, senere prinsesse af Danmark (1899-1977)
- Prinsesse Märtha, senere kronprinsesse af Norge (1901-1954)
- Prinsesse Astrid, senere dronning af Belgien (1905-1935)
- Prins Carl, hertug af Östergötland, senere prins Bernadotte (en belgisk titel) (1911-2003)

## Senere liv
Prinsesse Ingeborg og prins Carl boede i mange år på Djurgården i Stockholm, og hver sommer boede de på feriestedet Fridhem, hvor børnebørnene fra Norge, Belgien og Danmark kunne lege sammen under opsyn af bedsteforældrene.
Prins Carl udviklede i en tidlig alder alvorlige høreproblemer. Han døde af akut hjertesvigt i sit hjem på Hovslagargatan i Stockholm den 24. oktober 1951 kl. 00.05. Han blev begravet på Kungliga begravningsplatsen i Hagaparken i Stockholm.

## Hædersbevisninger og ordener
- Danmark: Ridder af Elefantordenen  (1883)
- Norge: Ridder af Den Norske Løve  (1904)